# Robin Parkinson
Robin Parkinson (ur. 25 października 1929 w Coventry, zm. 7 maja 2022) – aktor brytyjski, występował w serialu Allo Allo, w którym grał Ernesta LeClerca. Robin w tym sitcomie pojawiał się w serii siódmej, ósmej oraz dziewiątej. Początkowo odtwórcą tej roli był Derek Royle, jednak po jego śmierci w rolę Ernesta wcielił się właśnie Parkinson.